# Károlyi Péter (püspök)
Károlyi Péter (Nagykároly, 1543 – 1576. április 10.)  református lelkész, a Tiszántúli református egyházkerület püspöke 1573-tól haláláig, korának jelentős egyházi írója.

## Élete
Tanulmányait itthon végezve, külföldre ment és 1564-ben a wittenbergi egyetemre iratkozott be. Hazatérte után Kolozsvárt kapott tanári állomást, hol a latin, görög és zsidó nyelven kívül egyéb tudományokat is tanított. Nagy vitába elegyedett az unitárizmus elveit mind nyíltabban hirdető Dávid Ferenccel. 1568-ban nagyváradi esperes-lelkész és iskolaigazgató lett. Részt vett a gyulafehérvári második és a nagyváradi hitvitában. Ez utóbbinak évében, de azt megelőzőleg János Zsigmond fejedelem adománnyal tüntette ki. Az 1572. év végén elhunyt Méliusz Juhász Péter helyébe a tiszántúli egyházkerület püspökévé választotta.

## Munkái
1. Grammatica Graeca. Claudiopoli, 1567. (Későbbi kiadásai: 1591. Uo.: elementa Graecae Grammatices, In Breve Compendium ex prolixoribus Grammaticorum praeceptis contracta cz., Debreczen, 1607., Szeben, 1622., Lőcse, 1647.)
2. Az egesz Vilagon való keresztyeneknec Vallasoc az ez igaz Isten felöl, ki Atya, Fiu es Sz. Lelek; melly fundaltatott a Prophetaknac es Apostoloknac fundamentomokon. Debreczen, 1569. (Czeglédi Györggyel együtt. Egyetlen példánya a Schlauch Lőrincz püspök könyvtárában.)
3. Az eg igaz Istenreol, es az Jesus Christusnak eoreok istensegereol és fivsagarol valo predicatiok, az szent irasbol szedetettek. Uo. 1570. (Egyetlen példánya a sárospataki ev. ref. collegium könyvtárában.)
4. Bonus Pastor, seu Pastoris optimus vivendi agendique modus. An. 1570. (Bod Péter szerint.)
5. Brevis ervdita Et Perspicva Explicatio Orthodoxae Fidei de vno vero Deo, Patre, Filio & Spiritu sancto, aduersus blasphemos Georgij Blandratae, & Francisci Dauidis errores, Libris duobus compraehensa. Vitebergae, 1571. (Ez ellen írt Sommer János kolozsvári iskolai lector 1582-ben, mely munka nyomtatási helye Ingolstadt, tulajdonképpen Kolozsvár.)
6. Az Halalrol, Fel Tamadasrol es az örök eletről hasznos, es szükseges könveczke, az Kereztienek epoeletekre es vigaztalasokra, az Szent Irasbol ki szedegettetet. Carolj Peter ... Debreczen, 1575.
7. Az Apostoli Credonak avagy Vallasnak igaz magiarazattia Praedicatiok szerint, az Kereztieneknek eppületekre irattatott Uo. 1584. (Uo. 1600. Hodászi Lukács debrevczeni prédikátor adta ki.)

Nevét Caroli Carolj és Carolinus Péternek is írta.